# Thomas Hellriegel
Thomas Hellriegel (Büchenau, 14 gennaio 1971) è un triatleta tedesco.

## Carriera
Competitivo sulle lunghe distanze, si è laureato campione del mondo sulla distanza Ironman, vincendo l'edizione del 1997.
Nella stessa competizione è arrivato due volte secondo - nell'edizione del 1995 e nell'edizione del 1996, ed una volta terzo assoluto (edizione del 2001).
Nella sua carriera si è laureato campione nazionale di triathlon nel 1992. Nello stesso anno ha vinto la gara di Gerardmer, in Francia ed è arrivato 2° a Kassel (Coppa europea di Triathlon)
Vice campione europeo sulla middle distance nell'edizione del 1992 a Joroinen in Finlandia.
Ai Campionati del mondo di triathlon del 1992 di Huntsville si è classificato 6º assoluto, così come agli europei di Lommel dello stesso anno.
Vice campione europeo di tirathlon nell'edizione del 1993 di Echternach in Finlandia.

## Titoli
- Campione mondiale di Ironman -  1997
- Campione nazionale di triathlon -  1992